# Antennopothyne
Antennopothyne is een kevergeslacht uit de familie van de boktorren (Cerambycidae). De wetenschappelijke naam van het geslacht werd voor het eerst geldig gepubliceerd in 1990 door Hüdepohl.

## Soorten
Antennopothyne is monotypisch en omvat slechts de volgende soort:
- Antennopothyne aureomaculata Hüdepohl, 1990